# Жорно (геральдика)
Жорно — негеральдична фігура, що символізує феодальне право володіння млинами, силу (завдяки своїй здатності роздрібнювати те, що в них кидають) і прозорливість в дослідженнях, вивченні та управлінні, оскільки вони виявляють суть земних речей.

Золоте жорно (Жарновиця (Банськобистрицький край))
Срібне жорно (Холтиці)
Червоне жорно з трояндами (Аскола)
Жорно природніх кольорів (Арройомолінос-де-Леон)
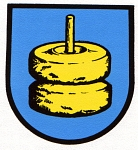
Жорна в натуральному вигляді
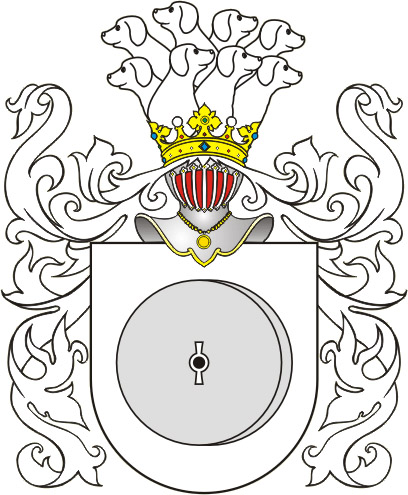
Жорно природніх кольорів (Кушаба (герб))
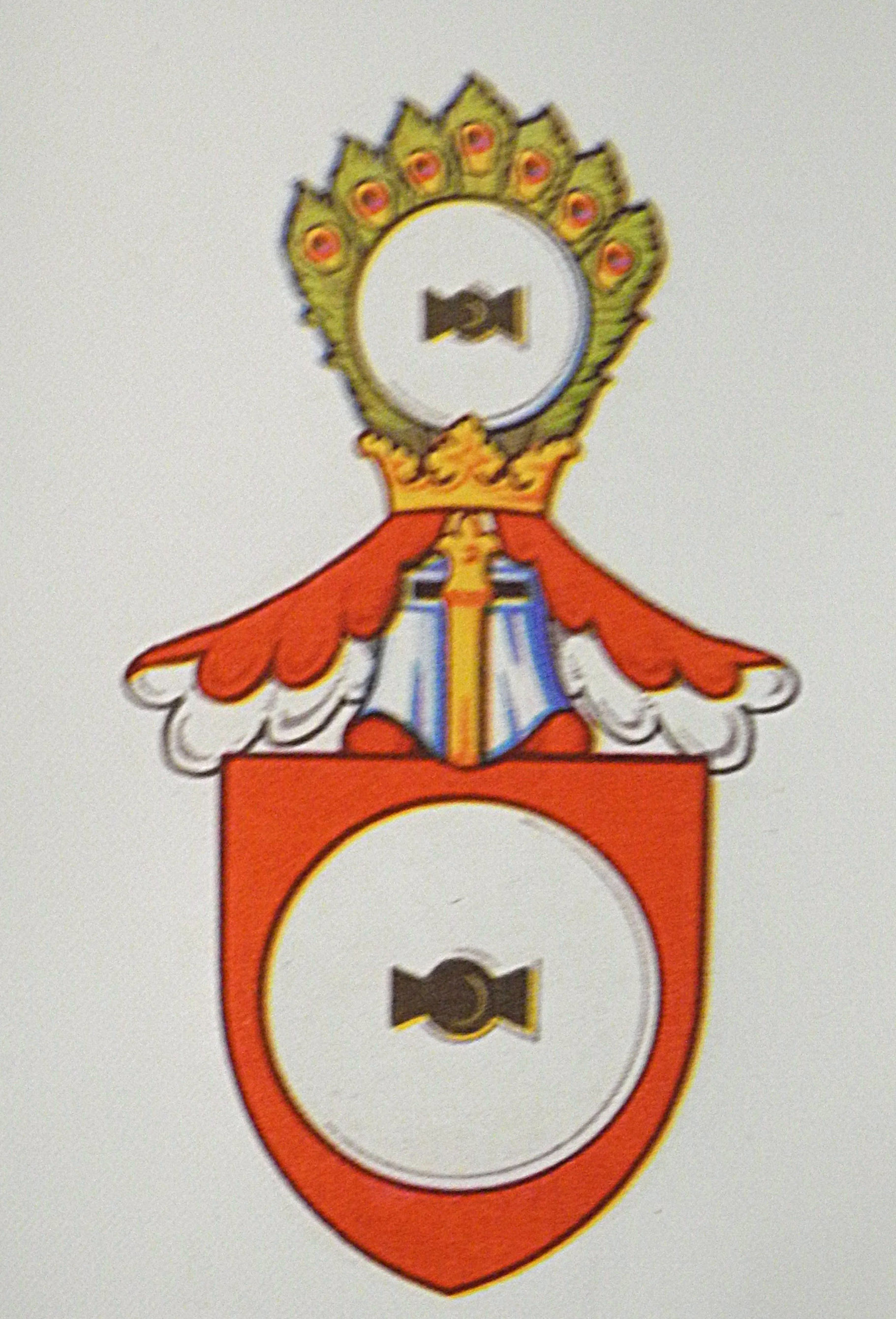
Жорно в щиті і клейноді
Промовистий герб (Жорнівка)